# Gymnopilus acystidiatus
Gymnopilus acystidiatus là một loài nấm thuộc họ Cortinariaceae.